# Luigi Del Drago
Luigi Del Drago (Roma, 20 de junho de 1776 - Roma, 18 de abril de 1845) foi um cardeal italiano.

## Biografia
Nasceu em Roma em 20 de junho de 1776. Filho mais novo de Giovanni Battista del Drago-Biscia (ca.1725-1776?), Marquês de Riofreddo, e Condessa Cecilia Negroni (1741-1830?). Sobrinho-neto, por parte de mãe, do cardeal Andrea Negroni (1763). Seu primeiro nome também está listado como Luigi Filippo; e seu sobrenome também está listado em Drago.
Estudou no Seminário de Frascati.
Ordenado (nenhuma informação encontrada). Prelado referendário, 1816. Prefeito do Palácio Apostólico, 15 de dezembro de 1828.
Coadjutor de seu tio, Pietro Maria Negroni (+1816), cônego de Santa Maria Maggiore desde 1794, e coadjutor do subdiácono da Capela Pontifícia, Felice Grassi (1807), o sucedeu (falecido em 1812) após a Restauração de o governo papal. Prelado Doméstico (junho de 1814), recusou os bispados de Cesena e Tivoli (1816) e foi Prelado Referendário da Assinatura e Poente do Bom Governo (novembro de 1816). Poente da Consulta (outubro de 1817). Delegado para os mosteiros no Tribunal do Vicariato de Roma (1822). Membro da Delegação para os hospitais (1825). Secretário da Comissão Palatina encarregada da reforma dos palácios apostólicos (novembro de 1827).
Criado cardeal e reservado in pectore no consistório de 30 de setembro de 1831; publicado no consistório de 2 de julho de 1832; recebeu o chapéu vermelho e o título de S. Lorenzo em Panisperna, 17 de dezembro de 1832. Prefeito da SC de Indulgências e Relíquias, 19 de julho de 1832. Presidente da Comissão de Subsídios, 11 de dezembro de 1834. Arcipreste da patriarcal basílica liberiana , 29 de junho de 1839. Pró-secretário de Memorandos, 15 de novembro de 1839.
Morreu em Roma em 18 de abril de 1845. Exposto e enterrado na igreja de S. Marcello, Roma.